# 猪ノ谷言葉
猪ノ谷 言葉（いのや ことば）は、日本の漫画家。静岡県袋井市生まれ。

## 来歴
幼少期はテレビ番組の『たけしの家庭の医学』を観たことで、家族が同じ状況になったら嫌だと思い医者になろうかと考えていた。学生時代に「落書きができるとテスト中に暇を潰せる」と考え絵を描き始め、その後好きだった漫画を真似して描いたことがきっかけで漫画を描き始めた。漫画家を目指すにあたっては、絵の練習はもちろんのこと、それ以上に漫画をたくさん読むことを目標にしたと語っている。
2016年、『週刊少年マガジン』の第95回新人漫画賞で史上4人目となる特選を『星に願いを』で受賞し、デビュー。同作は1月20日発売の同誌8号に掲載された。2017年5月31日発売の『週刊少年マガジン』26号から『ランウェイで笑って』の連載を開始。同作は2020年にアニメ化され、2021年7月14日発売の33号まで連載された。
2023年1月1日、声優の諏訪彩花との結婚を報告。2024年10月までに第1子となる女児が誕生している。

## 人物
趣味はゲーム。特技は猫を可愛がること。
声優の花江夏樹は猪ノ谷の印象について、個性的なファッションをしているのではと思っていたが、実際に会ってみるとオシャレで親しみやすい方で安心したと語っている。同じく声優の花守ゆみりは、漫画の繊細な心理描写や絵柄の印象から女性だと思っていたため、男性だと知って驚いたと語っている。

## 作品リスト

### 連載
- ランウェイで笑って（『週刊少年マガジン』2017年26号 - 2021年33号）
- 学園アイドルマスター GOLD RUSH（作画：沖乃ゆう、原作：バンダイナムコエンターテインメント、『週刊少年チャンピオン』2024年44号 - ） - 脚本・構成担当[15]。
- ソナタはいったい誰なんだ（『週刊少年チャンピオン』2025年24号[16] - ）

### 読み切り
- 星に願いを（『週刊少年マガジン』2016年8号）

### 書籍
- 『ランウェイで笑って』、講談社〈講談社コミックス〉2017年 - 2021年、全22巻
- 『学園アイドルマスター GOLD RUSH』、作画：沖乃ゆう、原作：バンダイナムコエンターテインメント、秋田書店〈少年チャンピオン・コミックス〉2025年 - 、既刊3巻（2025年8月7日現在）、脚本・構成担当
- 『ソナタはいったい誰なんだ』、秋田書店〈少年チャンピオン・コミックス〉2025年 - 、既刊1巻（2025年8月7日現在）
  1. 2025年8月7日発売[17][18]、ISBN 978-4-253-28038-9